# پس از تاریکی (رمان)
پس از تاریکی (به انگلیسی: After Dark، به ژاپنی: アフターダーク) یک رمان ژاپنی به نویسندگی هاروکی موراکامی است. این رمان در سال ۲۰۰۴ منتشر شد.

## ساختار
همچون دیگر داستان‌های موراکامی، در این رمان نیز، ازخودبیگانگی محور اصلی را تشکیل می‌دهد. وقایع این رمان در جهانی میان واقعیت و رویا، در طول یک شب و در شهر توکیو به وقوع می‌پیوندد.
رمان شامل چندین فصل کوتاه یا بلند است و نشانه‌هایی از پست‌مدرنیسم در آن به چشم می‌خورد. هر فصل رمان، با تصویری از یک ساعت آغاز می‌شود که گذر زمان در طول شب را نشان می‌دهد.